# La Roux

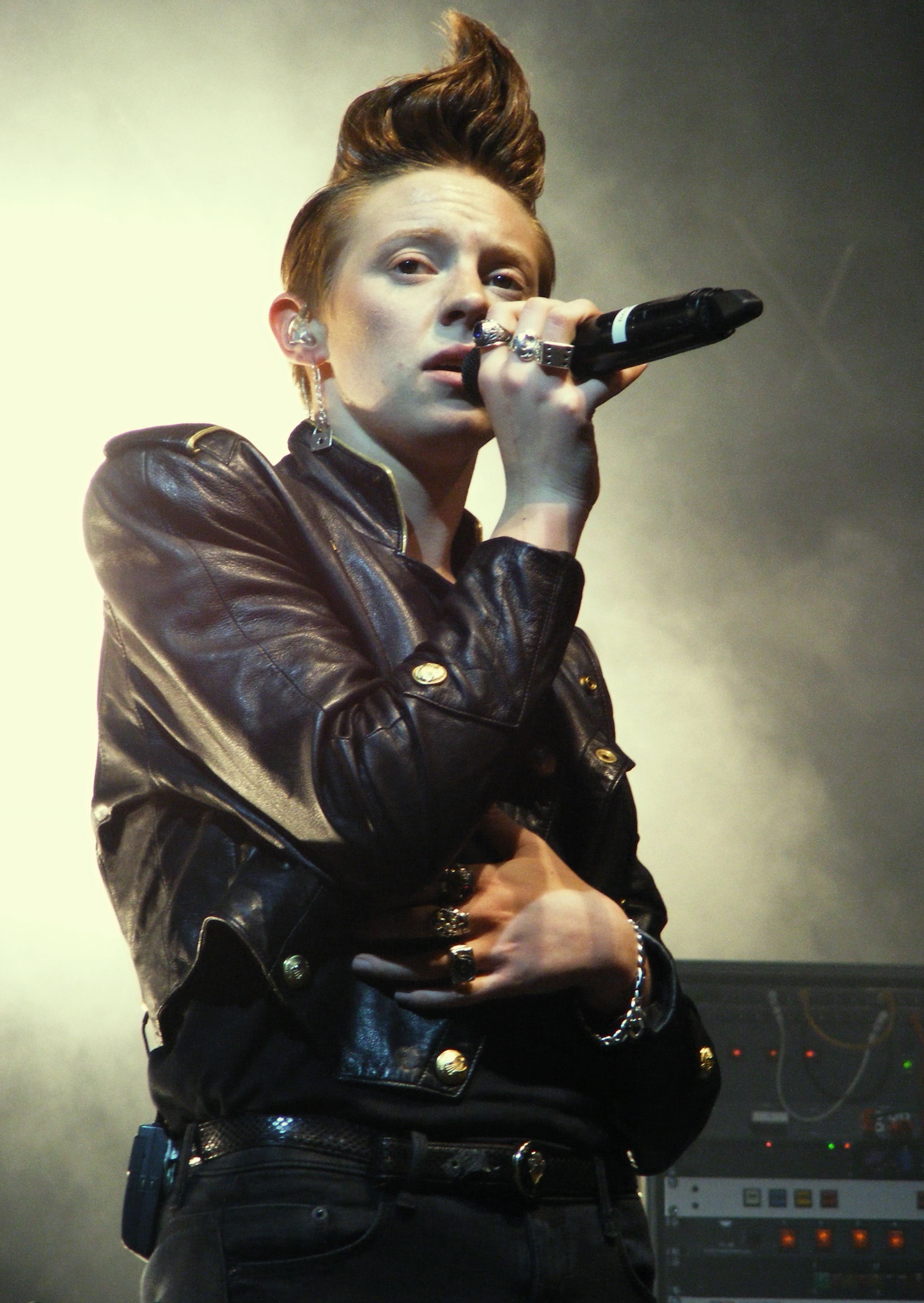
Вокаліст гурту «La Roux» Елі Джексон.

«La Roux» (укр. Ля Ру́, у перекладі з французької — «Рудоволосий») — британський синті-поп-дует, що утворився у 2008 році в Лондоні, Англія. До складу входять співачка Елі Джексон (англ. Elly Jackson), яка грає на синтезаторі та є вокалістом, і автор пісень, продюсер Бен Ленгмейд (англ. Ben Langmaid). Дует виконує електропоп з елементами інді- і фолк-року; в числі основних впливів його учасники згадують ранніх Depeche Mode, The Human League, Blancmange, Heaven 17, а також Ніка Дрейка